# Argiope florida
Argiope florida là một loài nhện trong họ Araneidae.
Loài này thuộc chi Argiope. Argiope florida được Ralph Vary Chamberlin & Wilton Ivie miêu tả năm 1944.